# Estadio Emilio Williams Agasse
El Estadio Emilio Williams Agasse es un estadio de fútbol ubicado en Choluteca, Honduras, con una capacidad para 8 000 espectadores. Es la sede de los juegos en casa del Lobos UPNFM de la Liga Nacional de Honduras y del AFFI Academia de la Liga de Ascenso de Honduras.

## Historia
El estadio lleva el nombre del empresario Abraham Emilio Williams, quien fue asesinado en Choluteca en 2016. Fue inaugurado el 9 de septiembre de 2017, y al día siguiente se celebraron los primeros partidos: un encuentro de la Liga de Ascenso entre Broncos del Sur FC y Municipal Valencia, seguido del Superclásico hondureño entre FC Motagua y Olimpia.